# Serene Bach
Serene Bach（シリーンバッチ）は、前身のウェブログツール sb の後継として開発されたソフトウェア (2005年7月より公開)。使用プログラミング言語はPerl。
MySQLなどのデータベースを必要とせず、データベースの使えないサーバでも利用することが可能なのが特徴。ただし、2010年7月現在評価版として公開中の Serene Bach 3 ではMySQL、SQLiteも利用できる。
静的なページ生成と動的なページ生成の双方を標準動作として混在させているのが特徴であり、静的に生成するページのレベルは設定により変更することができる。
テンプレートは JUGEM と一部互換性のある書式が利用されており、テンプレートの編集にはプログラミングの知識は必要とされない。パッケージファイルにより公開されているテンプレートを簡単にインポートすることができ、テンプレートの切り替えも容易である。

## 主な機能
- 静的ページ生成・(Perl CGIによる) 動的ページ生成の混成利用
- アマゾンアソシエイトによるアフィリエイトプログラム対応
- 記事への複数カテゴリー割り当て
- カテゴリーの階層化
- sb / JUGEM に互換性のあるテンプレート書式
- テンプレートパッケージによる簡単なインポート
- マルチユーザー
- リンク管理
- アップロード・ファイルの一括アップロード
- プラグインによる機能拡張